# 浮島橋
浮島橋（うきしまばし）は、神奈川県川崎市川崎区の多摩運河にかかる橋である。浮島町と小島町とを結んでいる。

## 概要

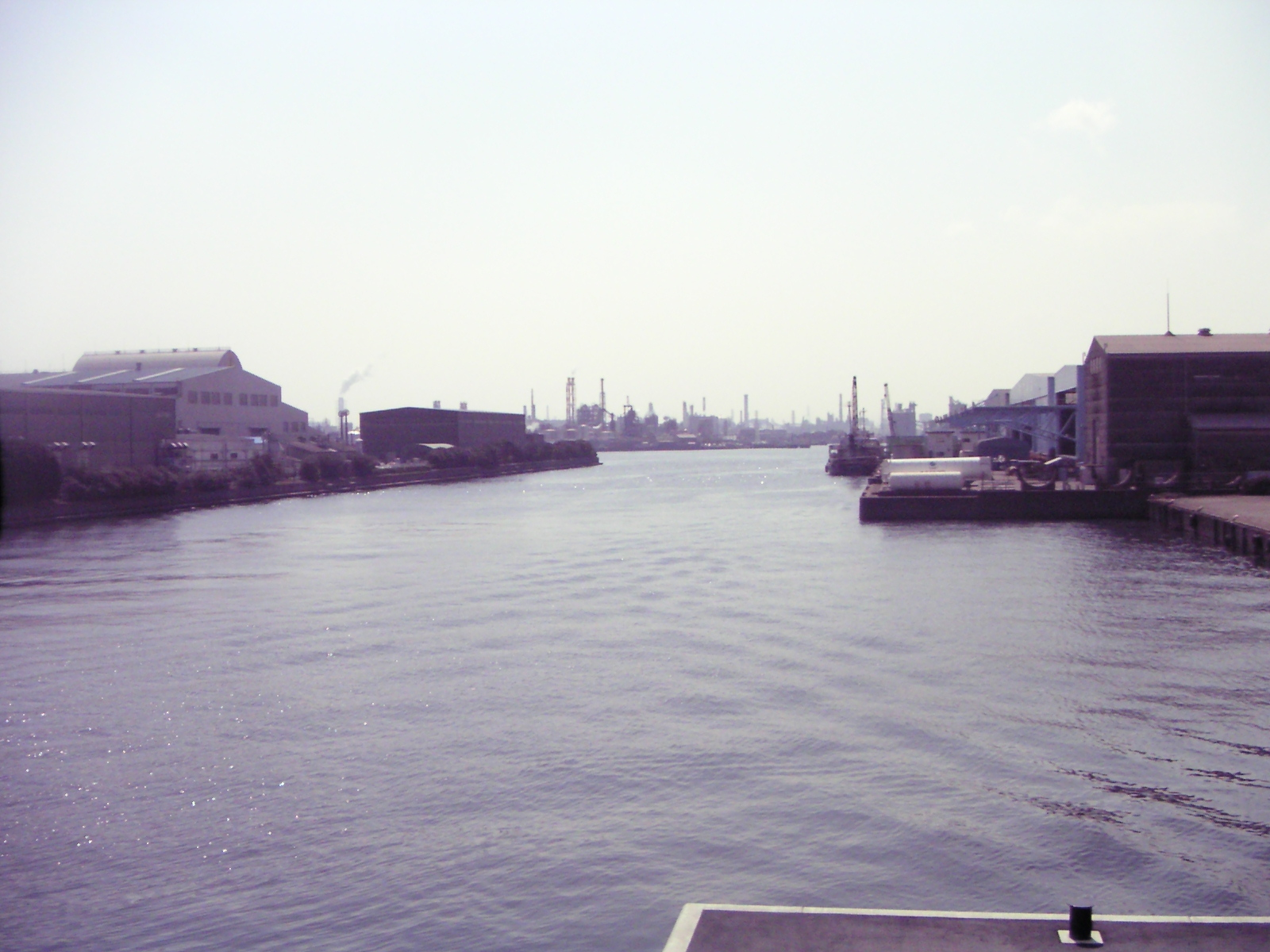
浮島橋から臨む事が出来る多摩運河。2006年3月撮影

多摩運河が下を通っている。浮島橋の北側には、多摩川を通るタンカーなどが見える。

## 交通
- 国道409号線が通っている。
- 首都高速神奈川6号川崎線が上空を通っている。
- 神奈川臨海鉄道浮島線が、これとは別に横に据え付けられた橋を渡る。

## 位置
- 北緯35度32分3秒 東経139度45分53秒 / 北緯35.53417度 東経139.76472度
- 東京国際空港［南西］ - 地理院地図
- 浮島橋 - Google マップ

座標: 北緯35度32分3秒 東経139度45分53秒 / 北緯35.53417度 東経139.76472度